# Ekhi Senar
Ekhi Senar Rekondo (Barañáin, Navarra, 26 de abril de 1990) es un futbolista español. Juega de defensa y su equipo actual es el Unión Deportiva Mutilvera de la Tercera Federación de España.

## Trayectoria
Ekhi Senar Rekondo es un jugador formado en la cantera de CA Osasuna. Ha militó durante varias temporadas en el filial de Osasuna y ha empezado a contar con la primera plantilla en los entrenamientos. Puede desenvolverse tanto como central como de lateral diestro, y su gran ventaja es la salida de balón debido a su calidad.
Ekhi milita en el SD Huesca la temporada 2011/12 como cedido, es una de las promesas del conjunto navarro que vuelve a confiar en el Huesca para que uno de sus futbolistas pueda seguir formándose de cara al futuro. Juega de central y tiene todas las condiciones para poder triunfar y llega con la ilusión de poder hacerse un hueco en el equipo de Ángel Royo.

## Clubes
| Club                      | País   | Año         |
| ------------------------- | ------ | ----------- |
| Osasuna B                 | España | 2007-2011   |
| SD Huesca                 | España | 2011        |
| Real Unión Club           | España | 2012        |
| Osasuna B                 | España | 2012 - 2014 |
| Lleida Esportiu           | España | 2014 - 2016 |
| Real Unión Club           | España | 2016 - 2022 |
| CD Alfaro                 | España | 2022 - 2023 |
| Club Deportivo Calahorra  | España | 2023 - 2024 |
| Unión Deportiva Mutilvera | España | 2024 - act. |